# Simulium masabae
Simulium masabae är en tvåvingeart som beskrevs av Gibbins 1934. Simulium masabae ingår i släktet Simulium och familjen knott.
Artens utbredningsområde är Uganda. Inga underarter finns listade i Catalogue of Life.